# ريتشارد كالدر
ريتشارد كالدر (بالإنجليزية: Richard Calder)‏ هو كاتب خيال علمي وكاتب بريطاني، ولد في 1956 في لندن في المملكة المتحدة.